# واییه دل گواموئز
واییه دل گواموئز (به اسپانیایی: Valle del Guamuez) یک سکونت‌گاه مسکونی در کلمبیا است که در بخش پوتومایو واقع شده‌است.